# Пуаре, Жан-Луи Мари
Жан-Луи Мари Пуаре (1755—1834; фр. Jean-Louis Marie Poiret) — французский священник, ботаник и путешественник.
В 1785—1786 годах по поручению короля Людовика XVI занимался изучением флоры Алжира.
После Великой французской революции занимал должность профессора естественной истории в Высшей школе (фр. École centrale) департамента Эна.

## Растения, описанные Пуаре
Одно из растений, описанных Пуаре — Боярышник обыкновенный — Crataegus laevigata (Poir.) DC.

## Растения, названные в его честь
В честь Пуаре назван род Poiretia Vent. из семейства Бобовые (Fabaceae).

## Научные работы
- Leçons de flore: Cours complet de botanique 1819—1820 (Иллюстрации: P. J. F. Turpin).
- Voyage à Barbarie, …, pendant les années 1785 et 1786. — 1789.
- Histoire philosophique, littéraire, économique des plantes d’Europe. — 1825—1829.
- В соавторстве с Жаном Батистом Ламарком. Encyclopédie méthodique: Botanique. — 1789—1817.
- В соавторстве с Жаном Батистом Ламарком. Tableau encyclopédique et méthodique des trois règnes de la nature: Botanique. — 1819—1823.